# Мултикултуризам
Мултикултурализам је културна разноликост заједница и политика које промовишу ову разноликост. Као описни термин, мултикултурализам је једноставна чињеница културне разноликости и демографског састава одређеном месту, понекад и на организационом нивоу, на пример, школе, предузећа, насеља, градови, или нације. Као термин законодавне, мултикултурализам охрабрује идеологије и политике које промовишу ову разноликост или његову институционализацију. У том смислу, мултикултурализам је друштво "опуштено са богатом људског живота и жеље међу људима да изразе свој идентитет на начин сматрали то потребним. Мултикултурализам се односи на демографске чињенице, одређени скуп филозофских идеја, или одређену оријентацију стране владе или институције према различитој популацији. Већина дебати мултикултурализма центрима широм ли или не јавно мултикултурализма је одговарајући начин да се баве разноликости и имиграната интеграције. Признање у контексту мултикултуралног образовања је потражња не само за признавање аспеката стварног културе једне групе, али и за историју групе субординације и њеног целокупног искуства .
Правила понашања унутар једне заједнице битно ће све разликовати од правила понашања неке друге. Тако што ће се све сличне разлике налазити унутар различитих породица.
Ипак ни у једној се неће толерисати законом забрањена врста насиља или законом забрањена кршења права или, пак, морално неприхватљива понашања ( ма колико моралност сматрали дискутабилним појмом, бежање од успостављања општих начела корак је до анархије). Појам мултикултуризам је проблематичан, јер имплицира постојање мноштва различитих, такозваних култура, а нејасно је шта се подразумева, или што би се требало подразумевати под културом.
Са становишта политичке науке, мултикултурализам се може дефинисати као способност државе да се ефективно и ефикасно носи са културним плурализмом унутар својих суверених граница. Мултикултурализам као политичка филозофија укључује идеологије и политике које се веома разликују. Описан је као „чинија салате“ и као „културни мозаик“, за разлику од „лонца за топљење“.

## Преваленција
Концепт мултикултурализма био је раширен од давнина. Ахеменидско царство које је основао Кир Велики следило је политику укључивања и толеранције различитих култура.
Историјски пример мултикултурализма била је Хабсбуршка монархија, која се распала 1918. године и под чијим окриљем су заједно живеле многе различите етничке, језичке и верске групе. Један од темеља ове вековне државне структуре био је хабзбуршки принцип „живи и пусти да живи“. Данашња актуелна питања попут социјалне и културне диференцијације, вишејезичности, конкурентских понуда идентитета или вишеструких културних идентитета већ су обликовала научне теорије многих мислилаца овог мултиетничког царства. Након Првог светског рата, етничке мањине су биле у неповољном положају, присиљене да емигрирају или чак погубљене у већини региона на подручју бивше Хабсбуршке монархије због тада преовлађујућег национализма. У многим областима данас ови етнички мозаици више не постоје. Етничка мешавина тог времена може се искусити само у неколико области, попут некадашњег лучког града Хабзбурга Трста.
Термин мултикултурализам најчешће се користи у смислу западних националних држава, које су наизглед постигле фактички јединствени национални идентитет током 18. и/или 19. века. Мултикултурализам је била званична политика неколико западних држава од 1970-их, из разлога који су се разликовали од земље до земље, укључујући чињеницу да су многи велики градови западног света све више састоје од мозаика култура.
Канадска влада је често описивана као покретач мултикултуралне идеологије због свог јавног нагласка на друштвеном значају имиграције. Канадска Краљевска комисија за двојезичност и бикултурализам често се назива извором модерне политичке свести о мултикултурализму. Канада је обезбедила одредбе за француску већину Квебека, при чему они функционишу као аутономна заједница са посебним правима да управљају члановима своје заједнице, као и успостављајући француски као један од службених језика. У западним земљама енглеског говорног подручја, мултикултурализам као званична национална политика започет је у Канади 1971. године, а затим у Аустралији 1973. године, где се одржава и данас. Већина држава чланица Европске уније је ово становиште брзо усвојила као званичну политику. Недавно су владе десног центра у неколико европских држава - нарочито у Холандији и Данској - преокренуле националну политику и вратиле се званичном монокултурализму. Сличан преокрет предмет је расправе у Уједињеном Краљевству, између осталог, због доказа о настајућој сегрегацији и стрепњама због „домаћег“ тероризма. Неколико шефова држава или шефова влада изразило је сумњу у успех мултикултурне политике: бивши премијер Уједињеног Краљевства Дејвид Камерон, немачка канцеларка Ангела Меркел, аустралијски бивши премијер Џон Хауард, шпански бивши премијер Хосе Марија Азнар и француски бивши председник Никола Саркози изразили су забринутост због ефикасности њихове мултикултурне политике за интеграцију имиграната.

## Култура и мултикултуризам
Гирт Хофстејд је одредио четири главне димензије које чине било коју националну културу:
1. Индивидуализам
2. Дистанца снаге (моћи)
3. Колективизам
4. Избегавање неизвесности

### Главне димензије националне културе
Индивидуализам подразумева уважавање само својих сопствених интереса.
Колективизам уважава и посвећује пажњу заједничким интересима и укупним друштвеним односима у оквиру једне групе.
Избегавање неизвесности подразумева ниво толеранције према ризику као и према неконвенционалном понашању. 
Висок степен избегавања неизвесности односи се на оне културе у којима се осећа непријатност при сусрету са неизвесним ситуацијама.
Дистанца снаге подразумева дистрибуцију моћи, и уколико је она већа онда се очекује неједнака расподела моћи између институција, организација, група и појединаца.